# Amerigoniscus malheurensis
Amerigoniscus malheurensis är en kräftdjursart som beskrevs av Schultz 1982. Amerigoniscus malheurensis ingår i släktet Amerigoniscus och familjen Trichoniscidae. Inga underarter finns listade i Catalogue of Life.